# Azor Matusiwa
Azor Matusiwa (Hilversum, 28 april 1998) is een Nederlands voetballer van Angolese komaf die doorgaans als middenvelder speelt. Hij verruilde Stade Rennais in de zomer van 2025 voor Ipswich Town FC. Hij is een jongere broer van voetballer Diangi Matusiwa.

## Clubcarrière

### Ajax
Matusiwa werd in 2004 lid van HSV Wasmeer in Hilversum en kwam voor die club uit in diverse jeugdelftallen. Ook speelde hij bij Almere City, voordat hij in 2015 werd benaderd door AFC Ajax. Matusiwa tekende in augustus 2015 zijn eerste profcontract bij Ajax. Hij verbond zich voor drie seizoenen aan de club. Op 23 november 2016 maakte de middenvelder onder trainer Marcel Keizer zijn debuut voor Jong Ajax, in de Eerste divisie. Hij verving na 87 minuten Léon Bergsma in een uitwedstrijd tegen Jong FC Utrecht.
Matusiwa maakte op zondag 6 mei 2018 zijn debuut in het eerste elftal van Ajax. Op de laatste speeldag van de Eredivisie kreeg hij een basisplaats als verdedigende centrale middenvelder in een 3-5-2 opstelling tegen Excelsior. Hij kwam in het seizoen 2018/19 weinig aan spelen toe bij Jong Ajax vanwege een liesblessure. Hij maakte vanaf januari 2019 het seizoen af op huurbasis bij De Graafschap. Daar speelde hij twintig wedstrijden, maar wist hij de club niet te behoeden voor degradatie uit de Eredivisie.
Na zijn huurperiode bij De Graafschap keerde Matusiwa niet terug bij AFC Ajax. Hij speelde in totaal dertig wedstrijden voor Jong Ajax en slechts één voor Ajax.

### FC Groningen
Matusiwa werd in de zomer van 2019 voor een bedrag van rond zeven ton verkocht aan FC Groningen. Bij de Groningse eredivisionist tekende hij een contract voor vier seizoenen. Hij maakte op 3 augustus tegen FC Emmen zijn debuut voor FC Groningen. Hij miste slechts drie competitiewedstrijden tot de competitie in maart 2020 werd stilgelegd door corona. 
In zijn tweede seizoen werd hij tweede aanvoerder na Arjen Robben, maar doordat de buitenspeler veel geblesseerd was, droeg hij in bijna al zijn wedstrijden dat seizoen de aanvoerdersband. Hij begon ook als aanvoerder aan zijn derde seizoen in Groningen, maar vertrok eind augustus alsnog. Hij kwam tot 51 wedstrijden voor Groningen.

### Stade Reims
Op 31 augustus 2021 tekende Matusiwa een contract bij het Franse Stade de Reims. Dat betaalde vier miljoen euro aan Groningen. Op 12 september maakte hij tegen Stade Rennais zijn debuut in de Ligue 1 en voor Stade Reims. Op 6 februari 2022 scoorde Matusiwa tegen Girondins de Bordeaux zijn eerste doelpunt voor Stade Reims en bovendien zijn eerste doelpunt uit zijn profcarrière. Hij was tweeënhalf jaar basisspeler bij Stade Reims en kreeg steeds meer aandacht vanuit grotere Franse clubs. Op 13 januari 2024 scoorde Matusiwa tegen AS Monaco in zijn laatste wedstrijd voor Stade Reims zijn tweede doelpunt voor de club. In totaal kwam hij tot 78 wedstrijden voor Reims.

### Stade Rennais
In januari 2024 nam Stade Rennais Matusiwa voor een bedrag van 15,5 miljoen euro over van Stade Reims. Op 26 januari maakte hij tegen Olympique Lyon zijn debuut voor de club.

## Clubstatistieken
Beloften
| Seizoen         | Club            | Competitie      | Competitie | Competitie |
| Seizoen         | Club            | Competitie      | Wed.       | Dlp.       |
| --------------- | --------------- | --------------- | ---------- | ---------- |
| 2016/17         | Jong Ajax       | Eerste divisie  | 3          | 0          |
| 2017/18         | Jong Ajax       | Eerste divisie  | 24         | 0          |
| 2018/19         | Jong Ajax       | Eerste divisie  | 3          | 0          |
| Beloften totaal | Beloften totaal | Beloften totaal | 30         | 0          |

Senioren
| Seizoen         | Club            | Competitie      | Competitie | Competitie | Beker | Beker | Overig | Overig | Totaal | Totaal |
| Seizoen         | Club            | Competitie      | Wed.       | Dlp.       | Wed.  | Dlp.  | Wed.   | Dlp.   | Wed.   | Dlp.   |
| --------------- | --------------- | --------------- | ---------- | ---------- | ----- | ----- | ------ | ------ | ------ | ------ |
| 2017/18         | Ajax            | Eredivisie      | 1          | 0          | 0     | 0     | —      | —      | 1      | 0      |
| 2018/19         | → De Graafschap | Eredivisie      | 16         | 0          | 0     | 0     | 4      | 0      | 20     | 0      |
| 2019/20         | FC Groningen    | Eredivisie      | 23         | 0          | 1     | 0     | —      | —      | 24     | 0      |
| 2020/21         | FC Groningen    | Eredivisie      | 22         | 0          | 1     | 0     | 1      | 0      | 24     | 0      |
| 2021/22         | FC Groningen    | Eredivisie      | 3          | 0          | 0     | 0     | —      | —      | 3      | 0      |
| 2021/22         | Stade Reims     | Ligue 1         | 29         | 1          | 1     | 0     | —      | —      | 30     | 1      |
| 2022/23         | Stade Reims     | Ligue 1         | 30         | 0          | 1     | 0     | —      | —      | 31     | 0      |
| 2023/24         | Stade Reims     | Ligue 1         | 16         | 1          | 1     | 0     | —      | —      | 17     | 1      |
| 2023/24         | Stade Rennais   | Ligue 1         | 12         | 0          | 2     | 0     | 2      | 0      | 16     | 0      |
| 2024/25         | Stade Rennais   | Ligue 1         | 0          | 0          | 0     | 0     | 0      | 0      | 0      | 0      |
| Senioren totaal | Senioren totaal | Senioren totaal | 152        | 2          | 7     | 0     | 7      | 0      | 166    | 2      |
| Carrièretotaal  | Carrièretotaal  | Carrièretotaal  | 182        | 2          | 7     | 0     | 7      | 0      | 196    | 2      |

Bijgewerkt tot 23 november 2023

## Interlandcarrière
Matusiwa kwam uit voor de jeugdelftallen van Nederland onder 16 en onder 21. 